# Calorguen
Calorguen település Franciaországban, Côtes-d’Armor megyében. Lakosainak száma 722 fő (2022. január 1.). Calorguen Les Champs-Géraux, Évran, Lanvallay, Saint-André-des-Eaux, Saint-Carné, Saint-Juvat és Trévron községekkel határos.

## Népesség
A település népességének változása:
| Lakosok száma | 506  | 497  | 508  | 610  | 694  | 712  | 728  | 744  | 737  | 722  |
|               | 1968 | 1982 | 1990 | 2006 | 2013 | 2015 | 2017 | 2019 | 2020 | 2022 |